# La Membrolle-sur-Choisille
La Membrolle-sur-Choisille ist eine französische Gemeinde mit 3270 Einwohnern (Stand: 1. Januar 2022) im Département Indre-et-Loire in der Region Centre-Val de Loire; sie gehört zum Arrondissement Tours und zum Kanton Saint-Cyr-sur-Loire. Die Einwohner werden Membrollais(es) genannt.

## Geographie
La Membrolle-sur-Choisille liegt am Fluss Choisille etwa fünf Kilometer nordnordwestlich von Tours. Umgeben wird La Membrolle-sur-Choisille von den Nachbargemeinden Charentilly im Norden und Nordwesten, Mettray im Osten und Nordosten, Saint-Cyr-sur-Loire im Süden und Südosten sowie Fondettes im Westen und Südwesten.

## Geschichte
1873 wurde La Membrolle-sur-Choisille aus der Nachbargemeinde Mettray ausgegliedert und eigenständig. 

### Bevölkerungsentwicklung
| Jahr      | 1962 | 1968 | 1975 | 1982 | 1990 | 1999 | 2006 | 2017 |
| Einwohner | 726  | 701  | 959  | 1801 | 2601 | 2821 | 3479 | 3324 |

## Verkehr
La Membrolle-sur-Choisille liegt an der Bahnstrecke Tours–Le Mans und wird im Regionalverkehr mit TER-Zügen bedient.

## Sehenswürdigkeiten
- Kirche Notre-Dame des Eaux
- Schloss Aubrière
- Mühle Boutard, Monument historique seit 1951

## Gemeindepartnerschaften
Le Membrolle-sur-Choisille unterhält Partnerschaften mit der deutschen Gemeinde Brachbach in Rheinland-Pfalz und der kanadischen Gemeinde Pierreville in Québec.